# Schloss Purkersdorf
Das Schloss Purkersdorf ist ein Schloss in Purkersdorf in Niederösterreich. Es steht westlich des Hauptplatzes von Purkersdorf hinter der Pfarrkirche zu St. Jakob dem Älteren. Um einen rechteckigen Hof sind vier dreigeschoßige Flügel angeordnet. Hinzu kommt ein zweiachsiger Vorbau mit turmartigem Risalit und Tor.

## Geschichte
Bereits Anfang des 11. Jahrhunderts soll ein Purchart de Louppah (Laabach bei Gablitz) ein Festes Haus an dieser Stelle errichtet und, nach jahrhundertelanger Verödung, eine neue Waldsiedlung gegründet haben. 1255 wird das „castrum Purchartsdorf“ als Besitz des Heinrich von Kreuzenstein erstmals urkundlich erwähnt. Der Grundherr errichtete zum Schutz des Landes eine Wasserburg, die sehr starke, mit Schießscharten versehene Mauern aufwies. Diese „Veste“ umgab ein tiefer Wassergraben, den man nur über eine Zugbrücke von Osten her übersetzen konnte. An der Ostseite befanden sich Wehranlagen an den Ecken und ein aus Quadersteinen gebauter, das gewaltige Bauwerk überragender viereckiger Bergfried. An den Ecken der westlichen Burgmauer boten runde Knöbeltürme eine weitere Schutzfunktion. 1284 gelangte ein Burganteil an den Deutschen Ritterorden. Im ersten Viertel des 14. Jahrhunderts kam Purkersdorf durch Heirat an Reinprecht I. von Wallsee, der die Herrschaft Purkersdorf 1333 an die Habsburger verkaufte.
Von 1500 bis 1788 hatte das „Kayserliche Waldambt“ hier seinen Sitz. 1788 erfolgte dessen Vereinigung mit dem Oberstjägermeisteramt in Wien. Im Schloss zu Purkersdorf verblieb bis zur Aufhebung 1830 eine Zwischenbehörde, das Oberforstamt Purkersdorf. Ab 1830 diente das Schloss Purkersdorf als einfaches Forstamt, das ab 1873 die Bezeichnung „k. k. Forst- und Domänenverwaltung“ führte, die spätere Forstverwaltung der Österreichischen Bundesforste.
Das Schloss wurde 1529 während der Ersten Wiener Türkenbelagerung durch Brand zerstört und anschließend von 1533 bis 1553 trockengelegt und wieder aufgebaut. 1683, während der Zweiten Wiener Türkenbelagerung, fiel es den Türken erneut zum Opfer. Kaiser Leopold I. ließ die nunmehr Schloss genannte ehemalige Wasserburg 1684 bis 1688 ohne Türme wiederherstellen. Um 1800 wurde im Zwinger zwischen innerer und äußerer Burgmauer die Hofküche sowie eine Kanzlei der Forstverwaltung eingerichtet. Nach einem Großbrand, der im Jahre 1842 halb Purkersdorf zerstörte, sollte das Schloss demoliert werden. Nachdem Sprengversuche erfolglos geblieben waren, entschloss man sich das Gebäude wiederherzustellen. 1896 wurden die Reste des Wassergrabens und der Befestigungsanlagen abgetragen.
Heute beherbergt das Schloss das Bezirksgericht Purkersdorf, das Purkersdorfer Stadtmuseum, eine Praxisgemeinschaft, das Vereinslokal der K.ö.St.V  Austria und Privatwohnungen.